# Звезде Гранда (6. сезона)
Шеста сезона такмичења Звезде Гранда одржана је 2012. године. Као и у претходним сезонама приказивана је суботом увече на телевизији Пинк, а главни жири је био Саша Поповић. Свака емисија је имала гостујуће музичаре и певаче у жирију, као и новинарски жири који је коментарисао учеснике. Победник ове сезоне је био из Црне Горе и у питању је био слабовиди певач Дарко Мартиновић. Водитељи су били певачи Милан Митровић и Ана Севић.

## Такмичари
Финалисти
- Дарко Мартиновић из Никшића (прво место)
- Алекса Раденковић из Косовске Митровице (друго место)
- Никола Нешић из Ниша (треће место)
- Мирче Радуловић из Крушевца (четврто место)
- Надица Адемов из Суботице (пето место)
- Вања Мијатовић из Краљева (шесто место)
- Андреана Чекић из Козарске Дубице (седмо место)
- Милица Павловић из Буниброда код Лесковца (осмо место)[2]
- Николина Ковач из Сарајева (девето место)
- Слободан Ракић из Прилужја (десето место)

Остали такмичери који су постали део продукције
- Никола Бокун из Вршца

## Након такмичења
Сви финалисти су добили по сингл објављен на заједничком диску, а победник је добио студијски албум.
Списак песама на заједничком цд-у:
1. Њено име - Дарко Мартиновић
2. Хендикеп - Андреана Чекић
3. Девојко из мојих снова - Слободан Ракић
4. Ни под нокат - Надица Адемов
5. Њено - Мирче Радуловић
6. Љубав је лавиринт - Николина Ковач
7. Из ноћи у ноћ - Алекса Раденковић
8. Танго - Милица Павловић
9. Остави свој траг - Никола Нешић
10. Чувари туге - Вања Мијатовић